# Elxleben (powiat Sömmerda)
Elxleben – miejscowość i gmina w Niemczech, w kraju związkowym Turyngia, w powiecie Sömmerda. Miejscowość leży przy drodze krajowej B4.
Gmina pełni funkcję "gminy realizującej" (niem. "erfüllende Gemeinde") dla gminy wiejskiej Witterda.

## Współpraca
Miejscowość partnerska:
- Klein-Winternheim, Nadrenia-Palatynat